# 성북구 (1950년 선거구)
성북구는 대한민국의 옛 국회의원 선거구였다. 당시 서울특별시 성북구 지역을 관할했다.

## 역사
1949년, 동대문구의 일부 지역과 고양군의 일부 지역을 합쳐서 성북구가 신설되었다. 
1950년, 제2대 국회의원 선거를 앞두고 성북구 선거구가 신설되었다.
1963년, 제6대 국회의원 선거를 앞두고 성북구 선거구가 갑과 을로 분구되면서 폐지되었다.

## 역대 국회의원
| 선거   | 정당 | 정당   | 의원   |
| ------ | ---- | ------ | ------ |
| 1950년 |      | 사회당 | 조소앙 |
| 1954년 |      | 자유당 | 김일   |
| 1958년 |      | 민주당 | 서범석 |
| 1960년 |      | 민주당 | 서범석 |

## 역대 선거 결과

### 대한민국 제2대 국회의원 선거
|  | 66.60% |

|  | 26.41% |

|  | 2.76% |

|  | 1.80% |

|  | 1.46% |

|  | 0.93% |

|  | 0% |

|  | 0% |

### 대한민국 제3대 국회의원 선거
|  | 28.82% |

|  | 25.43% |

|  | 21.22% |

|  | 9.56% |

|  | 6.39% |

|  | 4.93% |

|  | 1.94% |

|  | 1.67% |

### 대한민국 제4대 국회의원 선거
|  | 67.69% |

|  | 21.65% |

|  | 3.44% |

|  | 2.58% |

|  | 1.94% |

|  | 1.36% |

|  | 1.31% |

### 대한민국 제5대 국회의원 선거
|  | 73.51% |

|  | 15.33% |

|  | 2.76% |

|  | 2.71% |

|  | 2.21% |

|  | 1.96% |

|  | 1.49% |

|  | 0% |